# Gentianella sandiana
Gentianella sandiana là một loài thực vật có hoa trong họ Long đởm. Loài này được (Gillett) G.L.Nesom mô tả khoa học đầu tiên năm 1991.